# Букатин, Михаил Леонидович
Михаил Леонидович Букатин (род. 28 декабря 1963, Москва) — советский хоккеист на траве, полевой игрок; российский тренер. Участник летних Олимпийских игр 1988 года.

## Биография
Михаил Букатин родился 28 декабря 1963 года в городе Москва.
В 1983—1987 годах играл в хоккей на траве в алма-атинском «Динамо». В его составе четырежды становился чемпионом СССР (1983—1986), трижды — обладателем Кубка СССР (1983—1984, 1986), в 1985 году был финалистом Кубка СССР. В 1983 году стал обладателем Кубка европейских чемпионов. В 1988—1991 годах играл за московский «Фили». В чемпионатах СССР провёл 217 игр, забил 4 мяча. 
Четырежды включался в список 22 лучших хоккеистов года в СССР (1983—1986).
В 1983 году стал чемпионом VIII летней Спартакиады народов СССР в составе сборной Казахской ССР.
В 1984—1991 годах провёл за сборную СССР 101 матч, забил 13 мячей.
В 1986 году участвовал в чемпионате мира в Лондоне, где сборная СССР заняла 4-е место. Забил 3 мяча.
В 1987 году выступал на чемпионате Европы в Москве, где советские хоккеисты заняли 4-е место.
В 1988 году вошёл в состав сборной СССР по хоккею на траве на летних Олимпийских играх в Сеуле, занявшей 7-е место. Играл в поле, провёл 7 матчей, забил 2 мяча (по одному в ворота сборных Южной Кореи и Великобритании).
В 1991 году участвовал в чемпионате Европы в Париже, где сборная СССР заняла 4-е место.
Победитель турниров «Дружба-1984» и «Дружба-1986».
Мастер спорта СССР международного класса.
В 1993 году окончил Московский государственный институт физической культуры и спорта по специальности тренер-преподаватель физической культуры отделения футбола и хоккея.
В 1999—2004 годах работал в Федерации хоккея на траве России.
С сентября 2008 года работает в ЦСП «Измайлово» главным тренером мужской команды. В марте 2013 года возглавил сборную России, которой руководил до 2015 года.